# Jan Staniewicz
Jan Ludwik Sylwester Staniewicz, pseudonim Stanisław Pisarski (ur. 27 grudnia 1823 w Lidowianach albo Podubisiu w powiecie rosieńskim na Żmudzi, zm. 21 lutego 1904 w Kamienskoje na Żmudzi) – oficer Legii Cudzoziemskiej i armii rosyjskiej, uczestnik powstania styczniowego na Litwie, naczelnik powiatu szawelskiego.

## Życiorys

### Pierwsze lata życia na emigracji
Najstarszy syn Ezechiela Staniewicza i Kunegundy Billewiczówny, wnuk Józefa Billewicza. Ojciec Jana, Ezechiel, po powstaniu listopadowym wyemigrował do Francji. Kunegunda wywiozła następnie pozostawionych jej opiece nieletnich synów z rodzinnej Żmudzi również do Francji, obawiając się represji ze strony władz rosyjskich (w tym m.in. że zostaną oni przez władze rosyjskie przymusowo wcieleni do szkoły wojskowej, tzw. kantonistów). Zamieszkali w Nancy, tam Jan początkowo chodził do szkoły. Później pobierał też nauki w Brukseli, by wreszcie – zapewne z uwagi na niedostatek – zaciągnąć się w szeregi Legii Cudzoziemskiej. Jako żołnierz 1. pułku tej formacji odbywał służbę (do roku 1848) w Algierii, został tam podoficerem otrzymując stopnie kaprala i później sierżanta.

### Udział w powstaniu wielkopolskim
16 maja 1848 wyjechał z Algierii, dotarł do Poznania i wziął udział – wraz z braćmi Pawłem (ur. 1825) i Ignacym (ur. 1835) – w powstaniu wielkopolskim. Wziął udział w bitwach pod Książem, 29 kwietnia 1848 roku, i w dniu następnym pod Miłosławiem.

### W armii rosyjskiej
Stanisław Łaniec podaje, że dopiero po kapitulacji powstania, Staniewicz wyjechał do Francji, gdzie zaciągnął się do regularnej armii francuskiej. Zaś na Litwę powrócił dopiero w 1852 roku i wtedy został karnie skierowany do armii rosyjskiej. Według Janusza Wojtasika jeszcze w 1848 roku wyjechał na Litwę, gdzie został za służbę w obcej armii w 1851 roku karnie skierowany Korpusu Kaukaskiego.
Służąc w Apszerońskim pułku piechoty wyróżnił się w walkach z siłami Imama Szamila, otrzymując odznaczenie, i w 1855 roku awans do stopnia chorążego i zwolnienie. Wrócił na Żmudź i zamieszkał w Dyrwianach, w majątku Eligiusza Kownackiego, marszałka powiatu szawelskiego. Pozostawał jeszcze przez dwa lata pod nadzorem policyjnym. Od Kownackiego uzyskał dobra Kownatów, gdzie osiadł i urządził gorzelnię. W 1861 roku ożenił się z Marią Kontowtówną.

### Udział w powstaniu styczniowym
W pracę powstańczą zaangażował go na nowo ksiądz Antoni Mackiewicz, w pracy organizatorskiej zaś Bolesław Dłuski. Po wybuchu powstania zorganizował około 100-osobowy oddział w majątku Bielaniszki (4 km na południe od Popielan) i został mianowany naczelnikiem powiatu szawelskiego. Językiem komendy oddziału był litewski. 11 kwietnia stoczył bitwę na drodze z Szawel do Bielaniszek z 600-osobowym oddziałem rosyjskim, który przybył rozbić jego zgrupowanie. 28 kwietnia stoczył ponownie bój w folwarku Bielaniszki. Pobity przez Rosjan 21 maja pod Tryszkami przebił się na południe i połączy swój, już 400-osobowy, oddział z partiami ks. Antoniego Mackiewicza, Ignacego Laskowskiego i Paulina Bohdanowicza.
Zgrupowanie zostało 2 czerwca zaatakowanie pod Użwentami przez oddział rosyjski, atak udało się odeprzeć. Staniewicz walczył w zgrupowaniu do 6 czerwca i bitwy pod Cytowianami. Następnie odłączył się i udał w stronę morza, aby zabezpieczyć lądowanie płk. Teofila Łapińskiego, wiozącego broń dla powstańców. Wyprawa Łapińskiego nie powiodła się. Staniewicz przejął w okolicach Pojurza znaczną część oddziału Bolesława Dłuskiego, który sam udał się za granicę. Następnie Staniewicz udał się na południe, gdzie natknął się na 630-osobowy oddział rosyjski pod Modrogą 12 lipca. Jego 170-osobowy oddział, nie był w stanie przeciwstawić się przeciwnikowi i został pobity.
Następnie udał się na Taurogi i rozpoczął walkę partyzancką w powiatach rosieńskim i szawelskim. Oddział rozrósł się do 300 partyzantów. Oddział ukrywał się w lasach w pobliżu Lidowian, a następnie Lidomina, cały czas unikając starcia z wrogiem. Staniewicz podzielił zgrupowanie na pięć niezależnych oddziałów, działających w koordynacji. Na początku października przywódcy oddziałów wciąż operujących na Żmudzi podjęli decyzję o wydaniu walnej bitwy Rosjanom. 19 października rozegrała się bitwa pod Daniliszkami, w której poległo 25 powstańców, a wśród nich Paweł Staniewicz, brata Jana. Walkę prowadził do listopada. Następnie udał się na emigrację.

### Emigracja i ostatnie lata życia
Rosjanie skonfiskowali Kownatów, a żonę Staniewicza zesłali do Ciwilska (gubernia kazańska. Później trafiła do Niżnego Nowogrodu, po paru latach pozwolono jej osiedlić się w Warszawie.
Staniewicz we Francji spisał Pamiętnik z r. 1863 [...] dowódcy oddziału w powiecie szawelskim, który spłonął w Warszawie w czasie drugiej wojny światowej. Po powrocie z Francji osiedlił się w Krakowie, dokąd zbiegła z Rosji jego żona. Po śmierci żony w 1871 jeszcze wiele lat mieszkał w Krakowie. W 1896 roku powrócił na Żmudź i zamieszkał u Ludwika Gużewskiego, męża jego jedynej córki Heleny, w miejscowości Kamienskoje. Po śmierci 21 lutego 1904 został pochowany na cmentarzu w mieście Upina. Jego wnukiem był Zygmunt Gużewski, major wojska polskiego.